# Saint-Aubin-sur-Scie
Saint-Aubin-sur-Scie è un comune francese di 1 248 abitanti situato nel dipartimento della Senna Marittima nella regione della Normandia.

## Società

### Evoluzione demografica
Abitanti censiti